# Joan Arús i Colomer

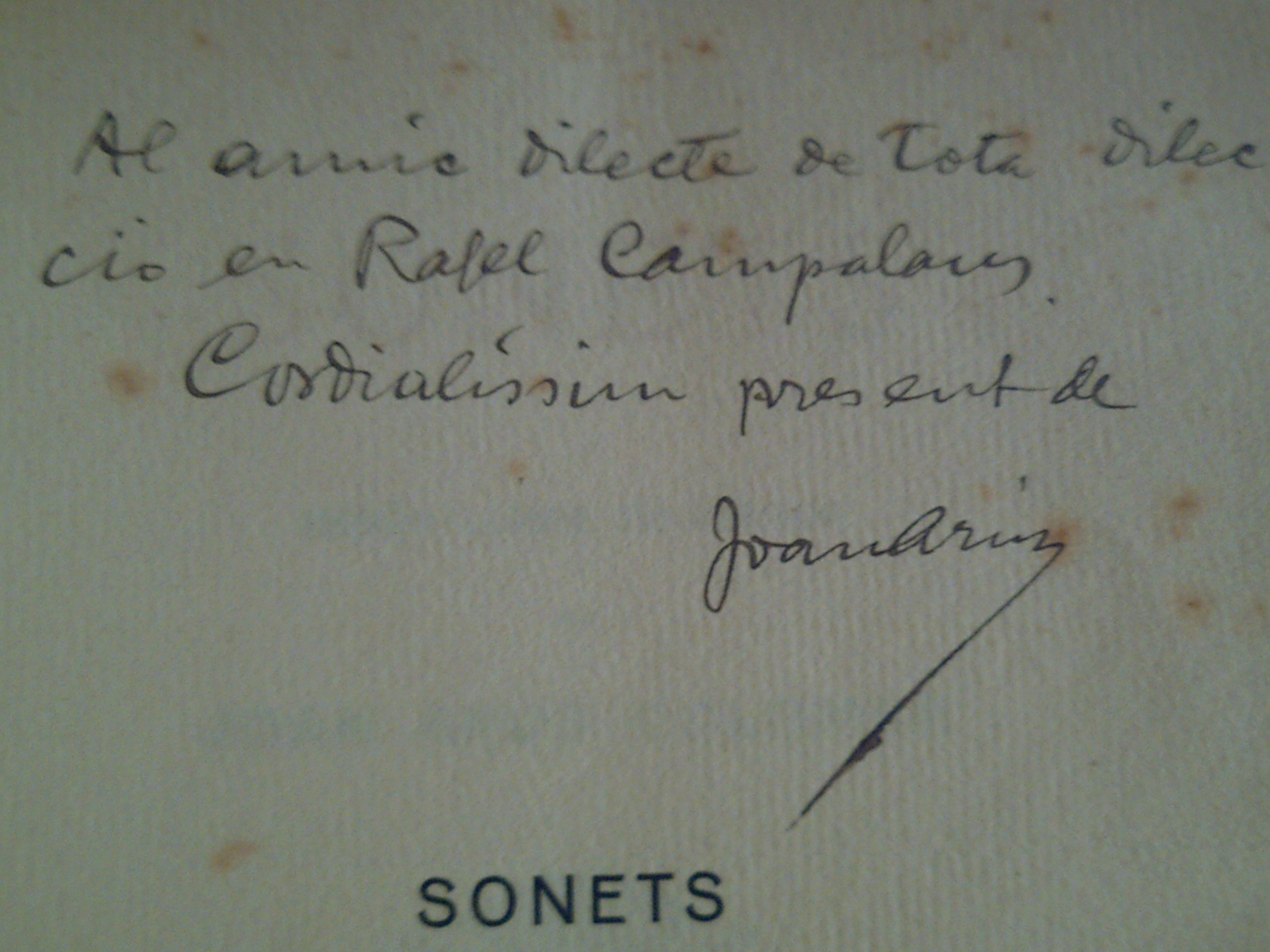
Autògraf i dedicatòria del poeta al llibre Sonets, 1915

Joan Arús i Colomer (Castellar del Vallès, Vallès Occidental, 1 de gener de 1891 - Castellar del Vallès, Vallès Occidental, 17 de maig de 1982) fou un poeta i assagista català.
Va escriure poesia de tendència simbolista, a més de llibres de prosa. Va participar en nombroses ocasions als Jocs Florals de Barcelona, en els quals guanyà diversos premis, com ara Flor Natural el 1926 pel poema Sonets d'Amor, l'Englantina d'or el 1928 per Desolació i una altra Flor Natural el 1931 per La mort de Dòrcon. Havent obtingut aquests tres premis ordinaris fou proclamat Mestre en Gai Saber aquell mateix 1931.
De tendències clarament conservadores, oferí un sonet elogiós a Franco amb motiu de la seva visita a Sabadell el 1942.

## Obra publicada

### Poesia
La seva producció poètica és molt extensa i comprèn els títols següents:
| - 1914: Cançons al vent - 1915: Sonets - 1916: Noves cançons - 1917: Llibre de les donzelles - 1918: El cant dispers - 1919: La mare i l'infant i altres poemes - 1922: Llibre d'amor (reeditat el 1947) - 1922: Idil·lis i elegies d'André Chénier - 1924: Nous poemes | - 1926: Benaurança - 1927: El dolç repòs - 1936: Les absències (reeditat el 1952) - 1947: Llibre d'amor. Editorial Selecta. - 1955: Camins i paisatge - 1956: Antologia poètica. Ariel, S. L. - 1961: El vas transparent. Pareja, editor. - 1963: Les deus unides. Impremta M. Martí. - 1977: L'imperi del sonet. Edicions La Paraula Viva. |

Poemes presentats als Jocs Florals de Barcelona
| - 1912: Oració dels records, (1r accèssit a l'Englantina d'or) - 1914: Glosari en llaor de la petita germana, (2n accèssit a la Flor Natural) - 1916: Poema de la sòn - 1916: Alegories - 1916: Oracions - 1917: Cançons lleugeres - 1917: Estances - 1917: Cançons al vol - 1924: Solitud - 1924: A un ocell - 1924: Entrada de tardor | - 1924: La pomera - 1924: Garlanda de sis sonets - 1926: Poemes siderals - 1926: Contrast - 1926: Sonets d'amor, (premi de la Flor Natural) - 1926: Balada. Rimes diverses - 1928: Desolació, (premi de l'Englantina d'or) - 1929: Tríptic d'oracions, (2n accèssit a la Viola d'or i d'argent) - 1929: Oda domèstica, (Premi dels Mantenidors) - 1930 i 1931: Oda cristiana - 1931: La mort de Dòrcon, (premi de la Flor Natural) |

### Prosa
La prosa, especialment l'assaig crític, ha estat també conreada per Arús en els llibres:
| - 1918: In memoriam - 1919: La nostra expansió literària - 1922: Evolució de la poesia catalana - 1925: Notes sobre creació poètica - 1954: Poesia i snobisme i altres assaigs - 1955: Les posicions extremes en l'art i la poesia actuals | - 1958: Un espectador ante la moderna pintura.Ediciones Ariel, S. L. - 1967: Carta a una poetessa - 1976: Experiències i reflexions entorn de la poesia. Editorial Pòrtic. - 1970: Tres poetes: Maragall, Alcober, Guasch. Editorial Pòrtic. - 2002: Obra poètica en prosa. Arxiu d'Història de Castellar del Vallès. |

Ha publicat també diverses traduccions de novel·les d'autors francesos.

## La Ruta literària Joan Arús
El 2015 es va inaugurar la QRuta Joan Arús, aquesta és un itinerari literari que duu per alguns dels indrets més encantadors de Castellar del Vallès, i que van ser lloc d'inspiració del poeta. La ruta està marcada amb codis QR i cadascun ens introdueix als seus llocs, als seus poemes, al seu món.